# Roshan Seth
Roshan Seth est un acteur indien né le 2 avril 1942 à Patna dans l'état du Bihar en Inde.

## Biographie
Après avoir étudié à la prestigieuse La Doon School, il commence sa carrière en jouant dans quelques séries télévisées, Roshan Seth est surtout connu pour le rôle de Jawaharlal Nehru dans Gandhi en 1982 et pour celui de Chattar Lal dans Indiana Jones et le Temple maudit en 1984, puis il entame des rôles au cinéma et à la télévision durant les années 1990.
Dans les années 2000, on retrouve Roshan Seth à la télévision dans, par exemple, Blue Murder en 2004 ou encore Les Cheetah Girls : Un monde unique en 2008 où il joue le rôle de l'oncle Kamal Bhatia.

## Filmographie
- 1964 : Crossroads - Saison 1
- 1966 : Public Eye (en) - Saison 2
- 1967 : No Hiding Place - Saison 10
- 1967 : Theatre 625 - Saison 4
- 1968 : Hello, Good Evening, and Welcome (TV) de Claude Whatham
- 1969 : The Wednesday Play - Saison 1
- 1969 : Strange Report - Saison 1
- 1972 : To Encourage the Others (TV) de Alan Clarke
- 1973 : Poigne de fer et séduction - Saison 1
- 1974 : Terreur sur le Britannic de Richard Lester
- 1975 : Six Days of Justice - Saison 4
- 1976 : Play for Today - Saison 6
- 1976 : Centre Play - Saison 4
- 1976 : Gangsters - Saison 1
- 1976 : Crown Court - Saison 1
- 1982 : Gandhi de Richard Attenborough
- 1984 : Indiana Jones et le Temple maudit de Steven Spielberg
- 1984 : La Route des Indes de David Lean
- 1985 : My Beautiful Laundrette de Stephen Frears
- 1987 : The Happy Valley (TV) de Ross Devenish
- 1987 : Partition de Ken McMullen
- 1988 : Deadline (TV) de Richard Stroud
- 1988 : La Petite Dorrit (Little Dorrit) de Christine Edzard
- 1988 : L'Humanoïde - Saison 1
- 1989 : In Which Annie Gives It Those Ones de Pradip Krishen
- 1989 : Slipstream de Steven Lisberger
- 1990 : Aux sources du Nil de Bob Rafelson
- 1990 : 1871 de Ken McMullen
- 1991 : Jamais sans ma fille de Brian Gilbert
- 1991 : Mississippi Masala de Mira Nair
- 1991 : London Kills Me de Hanif Kureishi
- 1992 : Running Late (TV) de Udayan Prasad
- 1992 : Casualty - Saison 7
- 1992 : Stalin (TV) de Ivan Passer
- 1993 : The Buddha of Suburbia (TV) de Roger Michell
- 1994 : Street Fighter de Steven E. de Souza
- 1995 : Inspector Shaikh (TV) de Indra Bhose
- 1995 : Solitaire for 2 de Gary Sinyor
- 1996 : The Bill - Saison 12
- 1996 : Le docteur mène l'enquête - Saison 3
- 1997 : The Journey de Harish Saluja
- 1997 : Turning World - Saison 1
- 1998 : Bombay Boys de Kaizad Gustad
- 1998 : Such a Long Journey de Sturla Gunnarsson
- 1998 : Iqbal - Non à l'esclavage des enfants (TV) de Cinzia Th. Torrini
- 1999 : The Adventures of Young Indiana Jones: Tales of Innocence (TV) de Bille August et Michael Schultz
- 1999 : Secret of the Andes d'Alejandro Azzano
- 2000 : Vertical Limit de Martin Campbell
- 2001 : Holby City - Saison 3
- 2001 : Le Mariage des moussons de Mira Nair
- 2001 : South West 9 de Richard Parry
- 2003 : Cosmopolitan (TV) de Nisha Ganatra
- 2003 : MI-5 - Saison 2
- 2003 : Second Generation (TV) de Jon Sen
- 2003 : Affaires non classées - Saison 7
- 2004 : Spivs de Colin Teague
- 2004 : Blue Murder - Saison 2
- 2005 : Frozen de Juliet McKoen
- 2005 : Irréfutable de John Madden
- 2006 : Kabul Express de Kabir Khan
- 2007 : Guru de Mani Ratnam
- 2007 : Broken Thread de Mahesh Mathai
- 2007 : The Last Days of the Raj (TV) de Carl Hindmarch
- 2007 : Amal de Richie Mehta
- 2008 : Les Cheetah Girls : Un monde unique (TV) de Paul Hoen
- 2011 : Trishna de Michael Winterbottom
- 2019 : Dumbo de Tim Burton
- 2019 : Beecham House : Shah Alam II
- 2021 : Mon amie Adèle